# BMW IIIa

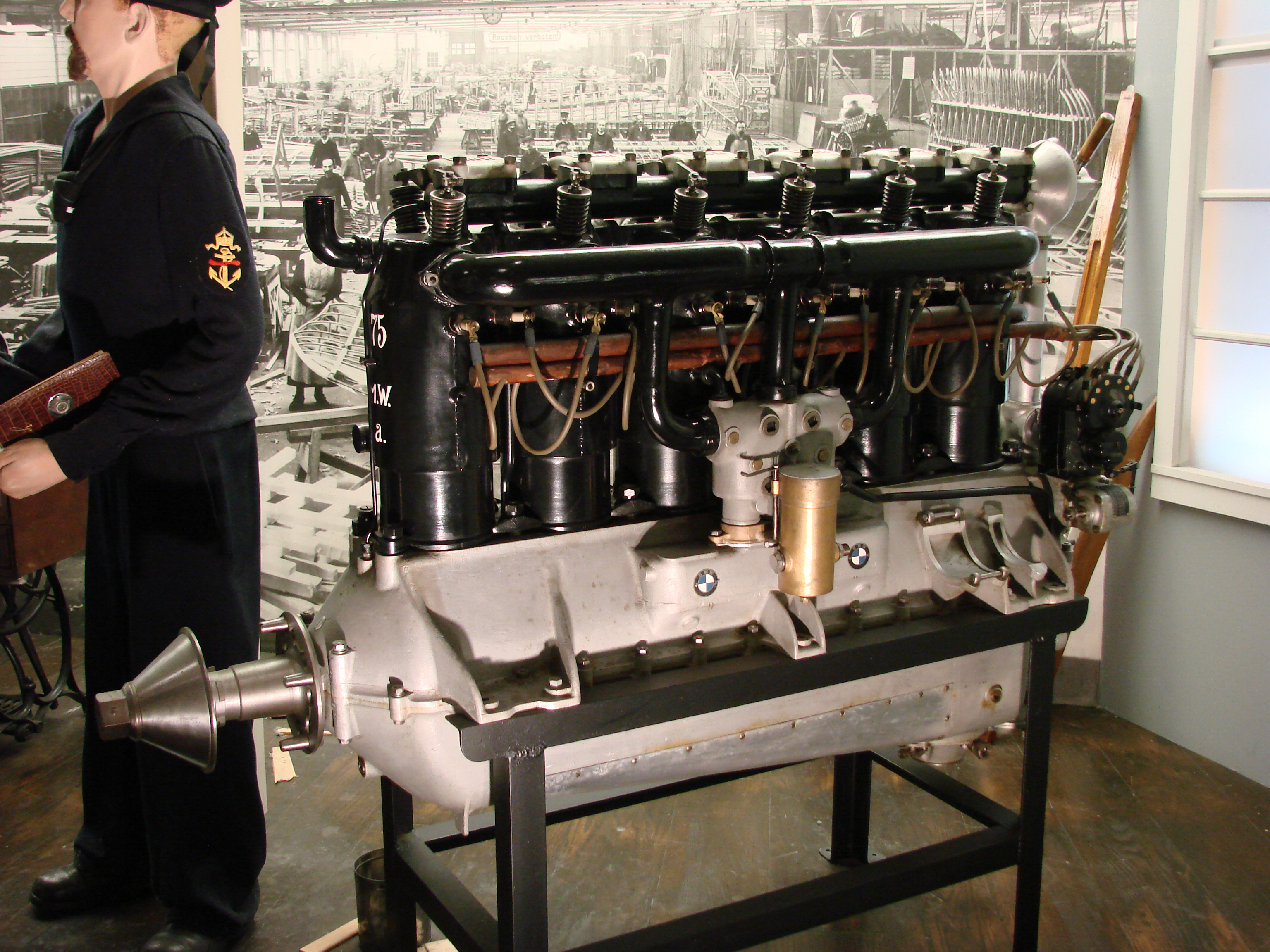
BMW IIIa

BMW IIIa は、ドイツのBMW有限会社が最初に製造した航空機用水冷直列6気筒エンジンである。BMWの後の発展の基礎となった。

## 設計と開発
1917年、ラップ発動機製造会社（Rapp Motoren Werke、後のBMW有限会社）は、BMW III と呼ばれる新型エンジンを開発した。
BMW III 水冷直列6気筒エンジンは、マックス・フリッツがラップ IIIを原型として設計したもので、最善のバランスを保つよう配慮されていたため振動も小さく、当時としては高圧縮比となる 6.4：1 を実現していた。 
1917年の初めに、IdFlieg（航空部隊監察局）は航空機用エンジンの統一規格指定を導入した。この規定では、ローマ数字は性能等級を表し、100 hp未満はクラス0、100～119 hpはクラスI 、120～149 hpはクラスII とされた。BMW III は 185 hpだったので、クラスIII に分類された。
当初から成功したエンジンであったが、1917年にマックス・フリッツが高高度用気化器を導入した事によって、さらなる飛躍を果たした。BMW III は高々度において最大出力の発揮が可能になり、ガソリンにベンゼンを添加した特製ハイオク燃料を高度に応じて最適な空燃比で燃焼（高高度では濃い混合気となる）させることで、高度 2000 mにおいて競合エンジンを決定的に上回る 200 hp（150 kw）の出力を安定して発揮できた。
ドイツとイギリスでは BMW IIIa の馬力の計測値は明らかに異なっており、戦後にイギリスで行われた試験での測定ではBMW IIIa の馬力は230 hpとされた。これは、メルセデス D.IIIa がイギリスでは180 hp、ドイツでは170 hp、そしてメルセデス D.IIIauはイギリスでは200 hp、ドイツでは180 hpというように、一貫してドイツよりイギリスでの測定結果が高かったことと対応する。この差は、メルセデスエンジンを装備したフォッカー D.VII初期型と、BMW IIIa を装備したフォッカー D.VIIF後期型の間の性能の大幅な違いを説明しうるものである。
最初の設計図面は5月に描かれ、9月17日にはエンジンは試験台の上にあった。1917年12月にはBMW IIIa が初飛行を成功させ、1918年の初めには大量生産が開始された。
より高い高度で出力を得られることこそが、このエンジンが空戦において比類なき優秀さを誇った理由であった。BMW IIIa は主にフォッカー D.VII、ユンカース A.20およびユンカース F.13で使用されたが、BMW IIIa を装備したフォッカー D.VII は、戦闘でいかなる連合国軍機と遭遇しようとも離脱することができた。 あらゆる速度域と高度域で高い運動性を発揮したことは、1918年の英仏軍機相手の格闘戦における数多くの戦果で証明されている。特にレッド・バロンことマンフレート・フォン・リヒトホーフェン率いる第11戦闘機中隊が繰り広げた空戦とその戦果は、この水冷直列6気筒エンジンの名声を揺るぎない物とした。
第一次世界大戦時の第11戦闘機中隊指揮官、エルンスト・ウーデットはBMW IIIa の傑出した性能を認め、こう述べている。
BMWエンジンは終戦に向かう中で開発されたエンジンの内では絶対的に光り輝いていたのは疑う余地は無い。ただ1つ悪かった事はあまりにも登場が遅過ぎたことだ。
BMWで約700基のエンジンが製造された。しかし新型のBMW IIIa には極めて大きな需要があり、ミュンヘン工場では生産能力が不足したことから、フランクフルト近郊リュッセルスハイムのオペル工場に生産が移されることになった。
1919年9月13日に、フランツ・ツェノ・ディーマーは、BMW IIIa 装備のユンカース F.13旅客機（8人乗り）により、高度6,750 m の世界最高高度記録を達成した。
後にBMW IIIa はシリンダー容量を増して、BMW IV に発展した。

## 搭載機
- アエロ A.18
- アエロ A.26
- アエロ Ae 04
- フォッカー C.I
- フォッカー D.VII
- ユンカース F.13
- Dobi-I
- Dobi-II
- Dobi-III

## 仕様 (BMW IIIa)
- 型式： 水冷直列6気筒
- 弁機構： SOHC
- ボア×ストローク： 150 mm×180 mm
- 排気量： 19.1 L
- 出力： 200 hp/1,400 rpm
- 圧縮比： 6.4:1